# SD Ceuta
Die Sociedad Deportiva Ceuta war ein spanischer Fußballverein aus Ceuta.

## Geschichte
Der Klub entstand 1932 durch den Zusammenschluss von Ceuta FC und Cultural SC als Ceuta SC. Der Klub stieg zur Spielzeit 1939/40 in die zweitklassige Segunda División auf, beendete aber die Saison gemeinsam mit den Mitaufsteigern Onuba FC und EHÁ Tanger auf einem Abstiegsplatz. In seiner Staffel der Tercera División kassierte der Klub nur eine Niederlage und schaffte den direkten Wiederaufstieg.
Zwischenzeitlich in SD Ceuta umbenannt gehörte der Klub fünf Spielzeiten der Segunda División an. In der Spielzeit 1942/43 gewann die Mannschaft ihre Zweitligastaffel, verpasste aber in der Aufstiegsrunde mit nur zwei Siegen aus zehn Spielen den Aufstieg in die Primera División. 1946 folgte der erneute Abstieg in die dritte Liga. Zur Spielzeit 1950/51 kehrte der Klub nochmals in die Segunda División zurück, belegte aber mit zwei Punkten Rückstand auf den von UD Levante belegten Relegationsplatz gemeinsam mit Schlusslicht Albacete Balompié einen direkten Abstiegsplatz.
1956 fusionierte SC Ceuta mit dem seinerzeitigen Zweitligisten Atlético Tetuán, der aufgrund der Unabhängigkeit Marokkos von Spanien aus dem Ligabetrieb hätte ausscheiden müssen, zum Club Atlético de Ceuta.